# Yıldırım Aktuna
Yıldırım Aktuna, né le 22 mars 1930 à Istanbul et mort le 29 septembre 2007 à Bodrum (Muğla), est un homme politique et psychiatre turc.
Diplômé de la faculté de médecine de l'Université d'Istanbul. Il est Médecin-chef de l'Hôpital psychiatrique de Bakırköy. En 1989, il est élu maire de Bakırköy sur la liste du parti socialdémocrate populaire (SHP) et il quitte le parti en 1991, pour devenir député sur la liste du parti de la juste voie (DYP). Député d'Istanbul (1991-1999), ministre de la santé (1991-1993 et 1996-1997), ministre d'État (1993-1995 et 1998-1999) et porte-parole du gouvernement (1993-1995). En 1997, il quitte le DYP et rejoint le parti démocrate de Turquie (DTP). Il est le président de la commission de la défense nationale (1997-1998). Il rejoint le Parti libéral-démocrate en 2003 et devient vice-président de ce parti.